# Cemesis
Cemesis ist das fünfte Studioalbum des deutschen Rappers Summer Cem. Es erschien am 22. Januar 2016 über das Label Banger Musik im Vertrieb von Warner Music.

## Geschichte
Am 19. November 2015 wurde angekündigt, dass das fünfte Album von Summer Cem mit dem Namen Cemesis am 22. Januar 2016 erscheinen wird. Kurz nach der Ankündigung des Albums erschien die erste Videoauskopplung mit Nimm mich mit. Im Verlaufe der Promo-Phase folgten weitere Musikvideos zu den Liedern Nicht komplett, Gary Pedro Crock, Sintflut sowie Ya Kalb. Weiterhin wurden in regelmäßigen Abständen Blogs auf dem YouTube-Kanal von Banger Musik hochgeladen. Dazu wurde ein Snippet zum Album am 4. Januar 2016 veröffentlicht.
Cemesis erschien in einer Standard Edition sowie eine Limited Box; die eine Bonus-EP, die Instrumentals, ein Poster, eine Autogrammkarte, eine Box-Cube, drei Sticker sowie eine Snapback mit 3 Patches enthielt. Die iTunes-Edition enthielt neben dem normalen Album die Lieder der Bonus-EP.
Das Album erreichte im Januar 2016 Platz 1 der deutschen Album-Charts, dieses Album stellt die siebte Platz 1-Platzierung für Banger Musik dar. In Österreich und der Schweiz schaffte es das Album jeweils auf Platz 4.

## Titelliste

### Standard Edition
| #  | Titel                                   | Länge |
| -- | --------------------------------------- | ----- |
| 1  | Reicht nicht                            | 3:34  |
| 2  | Gary Pedro Crock (feat. Farid Bang)     | 3:28  |
| 3  | Nimm mich mit                           | 3:16  |
| 4  | Seid ihr mit mir                        | 3:39  |
| 5  | Dreckige Finger                         | 4:22  |
| 6  | Sintflut                                | 2:59  |
| 7  | Pilot (feat. KC Rebell)                 | 3:45  |
| 8  | Tam korrekt                             | 3:06  |
| 9  | Es war Cem                              | 3:30  |
| 10 | Nicht komplett (feat. Mic Donet)        | 3:34  |
| 11 | Pink Floyd (feat. Namika)               | 3:39  |
| 12 | Preach (feat. Sefo)                     | 5:36  |
| 13 | Bitte Spitte Cocaina (feat. Farid Bang) | 3:04  |
| 14 | Wolke 7                                 | 2:56  |
| 15 | Wenn das alles ist                      | 3:20  |

### Kapitel 1: Summer der Hammer (Bonus-EP)
| # | Titel                                    | Länge |
| - | ---------------------------------------- | ----- |
| 1 | Intro                                    | 0:16  |
| 2 | Ya Kalb                                  | 3:24  |
| 3 | Was weisst du davon (feat. Sefo)         | 3:36  |
| 4 | Wärst du doch geblieben (feat. Onichiwa) | 4:04  |
| 5 | Pussy (feat. KC Rebell)                  | 3:06  |
| 6 | Was du denkst                            | 3:39  |
| 7 | Rauch rein (feat. Majoe & Jasko)         | 3:02  |
| 8 | Gott gibt / Gott nimmt                   | 3:15  |
| 9 | Lass es dunkel werden                    | 3:44  |

## Kritik
Das Album erhielt nach der Veröffentlichung überwiegend mittelmäßige Kritiken. Holger Grevenbrock von Laut.de bewertete das Album mit drei von fünf möglichen Punkten und stellte fest, dass das Album „über weite Strecken doch immerhin gute Unterhaltung“ bieten würde. Allerdings würde das Album wenig Neues bieten. Gelobt werden hingegen seine „selbstironischen Punch-Lines und stimmigen Flows“.
Für Backspin „blieb die erhoffte Neuerfindung im Hause Banger-Musik auch mit dem ersten Release der neuen Spielzeit aus.“ Gut bewertet wurden die stilleren Lieder, in denen Summer Cem mittels des Gesangs Melancholie beimischt. In einer Bewertung kommt das Album auf 6,5 von 10 Punkten.
Lukas Maier von MZEE urteilt über Cemesis, dass es ein „relativ durchschnittliches Album mit stellenweise sehr positiven Tendenzen“ ist, merkt aber gleichzeitig an, dass das Album teilweise halbherzig wirken würde.
Die Internet-Plattform Rappers.in bewertet in einer Kritik das Album mit 2 von 6 Punkten. Nach der Meinung des Autors müsse Summer Cem deutlich mehr Konzept reinbringen und der Gesamtaussage eine Chance geben, positive Lichtblicke seien auf dem Album allerdings vorhanden.